# Cais de Kutuzov
O Cais de Kutuzov (em russo: Набережная Кутузова) é uma via de São Petersburgo ligada ao Cais do Palácio e ao Cais de Robespierre, todos às margens do rio Neva. Até o século XIX, a via era conhecida como Cais Francês, pelo fato de a embaixada francesa se localizar nas proximidades, como no caso do Cais Inglês. Atualmente, o nome é uma homenagem a Mikhail Kutuzov, marechal russo durante as Guerras Napoleônicas.